# 马修·基克斯
馬菲·基克斯（英語：Matthew Gilks，姓氏讀作Jilks，1982年6月4日—）是一名在英格蘭出生的蘇格蘭職業足球員，司職門將。他出身家鄉球會羅奇代爾，效力7年後於2007年轉投诺里奇城，加盟「金絲雀」（the Canaries）一個球季而未有獲派在一隊上陣，於2008年作為球員交換被交易到黑池，亦曾被短暫借用到梳士貝利。
雖然在英格蘭出生，但基克斯以祖母血緣取得代表蘇格蘭參加國際賽資格，於2010年8月曾獲徵召入伍。

## 生平

### 球會
羅奇代爾
基克斯在英格蘭西北部大曼徹斯特郡羅奇代爾（Rochdale）出生，年僅13歲已加盟家鄉球會羅奇代爾的優材中心（Centre of Excellence），於2000年3月由青年隊提升上一隊，直到2001年3月17日才首次於作客1-1賽和車士打菲特中上陣。期間主要擔任尼爾·愛華士（Neil Edwards）的副手，2004/05年球季兩人合力創出整季有20場不失球的球會新記錄，而其中15場由基克斯把關，最終更取代尼爾·愛華士的常規正選席位成為球隊1號門將，於2005/06年及2006/07年兩個球季基克斯出席羅奇代爾整季所有賽事。他為羅奇代爾在聯賽及盃賽合共上陣197場，當他還只是24歲時，已經是隊中效力年期最長的球員。
諾域治
2007年7月1日約滿羅奇代爾的基克斯以自由身轉投英冠球會诺里奇城，簽約兩年，但他未能躋身「金絲雀」（the Canaries）一隊陣中，於2007/08年球季大部分時間坐於後備席廂，期間更於2007年11月在操練時扭傷足踝導致韌帶受創而缺席一段時間。
黑池
2008年6月26日諾域治證實以球員加現金收購韦斯·荷拉汉，而基克斯則反方向加盟黑池。加盟初期基克斯未能動搖正選門將（Paul Rachubka）的地位，只在季初獲派在英格蘭聯賽盃第一圈作客馬爾斯菲首次上陣，但以0-2落敗被淘汰出局。由於缺乏上陣機會，基克斯一度失去信心並想放棄足球轉往工廠或車房工作，幸好在11月21日獲英乙球會梳士貝利要求借用1個月以舒緩受傷門將的危機，他於翌日首次上陣，於開賽不久即有球員被逐僅得10人應戰而力保不失，作客0-0賽和林肯城。他為梳士貝利上陣多3仗才結束借用返回黑池。其時剛好領隊西蒙·加利臣轉投列斯聯，在任期間加利臣習慣出場名單不探用後補門將，而將5個後補名額全數給予場上球員，當他離隊後，看守領隊東尼·柏堅斯（Tony Parkes）隨即開始將基克斯列入後補名單中。
在擔任數場沒有上陣的板凳球員後，他於2009年1月31日獲得上陣機會，其時正選門將於作客對水晶宮開賽僅3分鐘便被球證直接出示紅牌驅逐離場，基克斯臨危受命力保不失，協助球隊小勝1-0奏凱而回。基克斯在拉查布卡停賽期間再獲派上陣4場。
2009/10年球季基克斯受惠於新任領隊伊恩·荷路威（Ian Holloway）的輪換政策而取得更多上陣機會，雖然季初只獲派在英格蘭聯賽盃上陣，他於第三圈作客3-4遭史篤城淘汰一仗曾經救出一球十二碼。2009年10月17日他獲派首次在本季聯賽上陣，在主場布隆菲尔德路球场2-0輕取普利茅夫，其後兩場分別主場以3-0擊敗錫菲聯及作客0-0賽和史雲斯，連續3仗保持清白之軀，與隊友（Stephen Crainey）和马塞尔·斯普（Marcel Seip）於對史雲斯賽後一同入選「英冠每週最佳陣容」。2010年2月16日他於主場2-0擊敗米杜士堡再救出一個十二碼。隨著拉查布卡的長期傷患，基克斯於2月初開始穩佔首席門將位置。3月6日主場1-0擊敗葉士域治是他的職業生涯上陣第200場聯賽，更獲選「賽事最佳球員」（Man of the Match），他近5場賽事中4場保持不失，賽後再度入選「英冠每週最佳陣容」。黑池取得聯賽第6位及最後一個參加升班附加賽名額，準決賽兩回合累計6-4擊敗諾定咸森林；2010年5月22日在溫布萊球場舉行的決賽以3-2擊敗卡迪夫城取得升班英超最後一張入場劵。連同3場附加賽，基克斯整季上陣32場賽事。
2010/11年球季受傷的拉查布卡沒有註冊於黑池英超的25人上陣名單內，只在季初免費簽入加納門將李察·京遜作為基克斯的副車。2010年8月14日，基克斯亮相首場英超賽事作客DW運動場以4-0大勝韋根。基克斯的合約將於夏季屆滿，雖然黑池有意提供三年新約，但由於季初出色的表現，加上入選蘇格蘭國家隊，引起多支英超球隊的注目，其中包括英超新豪門曼城。11月13日作客0-0賽和韋斯咸，基克斯半場因傷退下火線，賽後證實膝蓋髕骨骨折，需要養傷最少兩個月。基克斯傷勢復原的進展比預計緩慢，骨折雖然癒合，但因大腿內側肌肉損耗（muscle wastage）而導致不能屈曲或移動，他於缺陣近5個月後才於2011年3月中復出為黑池預備隊把關出戰車路士，但僅14分鐘便因拉傷小腿而退下火線。基克斯最終在4月16日傷癒復出於主場迎戰護級競爭對手韋根，黑池在這場6分榜末大戰以1-3落敗而跌入降班區域。

### 國家隊
2010年8月22日蘇格蘭足球協會證實領隊（Craig Levein）有意徵召基克斯進入蘇格蘭國家隊備戰對立陶宛和列支敦士登兩場2012年歐洲國家盃外圍賽，他以蘇格蘭裔的祖母而取得入選資格。兩天後他與隊友查理·阿當獲得正式徵召入伍。他於9月7日主場2-1擊敗列支敦士登擔任沒有上陣的後補球員。

## 榮譽
黑池
- 英格蘭冠軍聯賽附加賽冠軍：2009/10年；

## 外部連結
- 足球数据库：馬菲·基克斯的球员统计数据
- 黑池官網簡歷
- 諾域治官網簡歷
- 羅奇代爾官網簡歷